# The Single Track
The Single Track er en amerikansk stumfilm fra 1921 af Webster Campbell.

## Medvirkende
- Corinne Griffith som Janette Gildersleeve
- Richard Travers som Barney Hoyt
- Charles Kent som Andrew Geddes
- Sidney Herbert som Peddar
- Jessie Stevens som Man Heaney
- Edward Norton som Roland Winfield